# TV-pucken

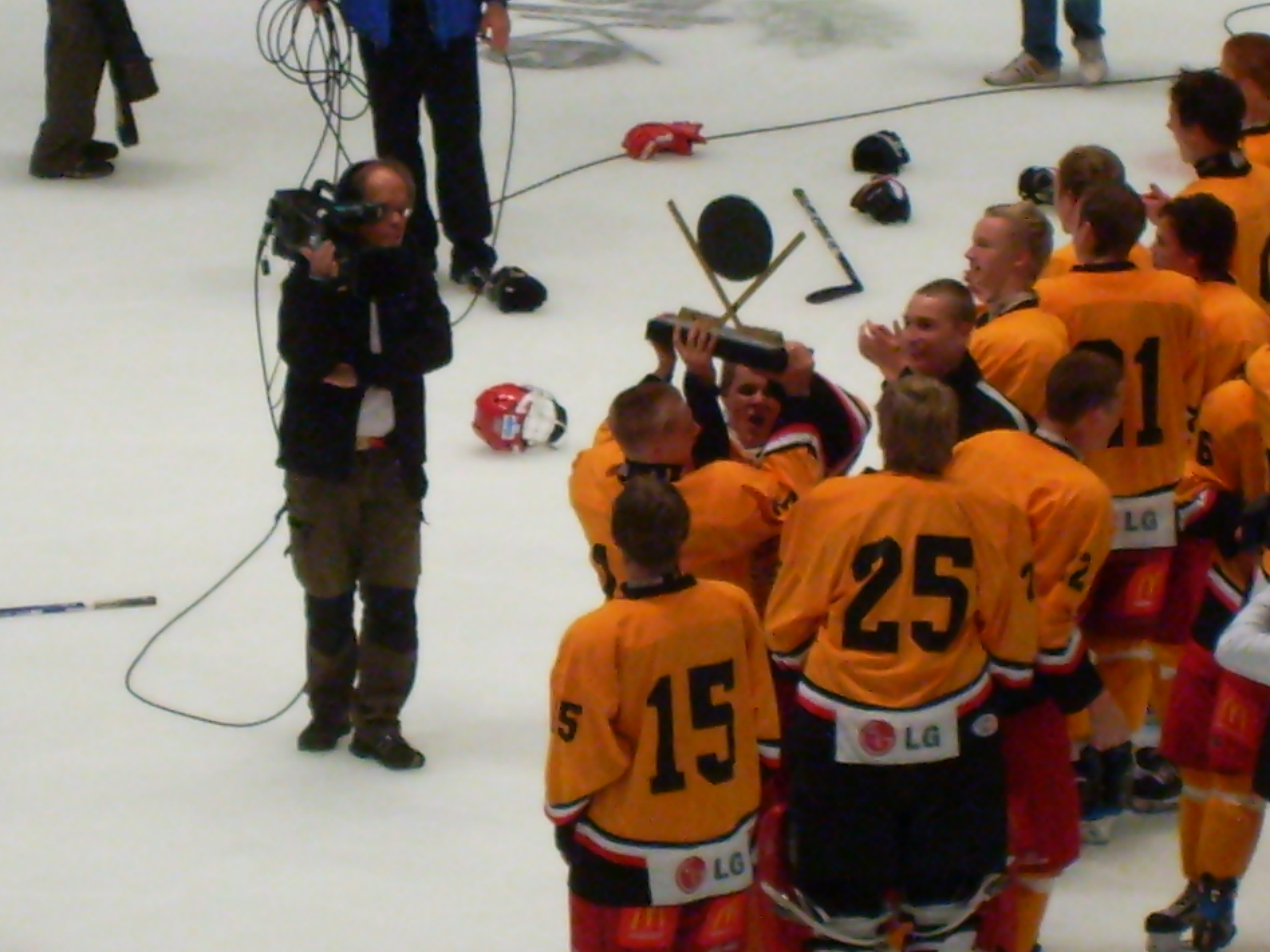
Segrarna Småland tar emot priset TV-pucken 2008.

TV-pucken är en ishockeyturnering i Sverige för distriktsförbundsslag på ungdomssidan, där matcherna spelas i två perioder. Då TV-pucken startade 1959 sändes samtliga matcher i SVT. Det första året deltog åtta distriktslag. Sedan 2020 sänds endast kvartsfinaler, semifinaler och final, dit lagen når efter olika kval och gruppspelsomgångar runtom i Sverige. Slutspelet avgörs i samma stad medan gruppspelet spelas i några andra städer i Sverige.

## Regler
De deltagande spelarna ska vara högst 15 år, när turneringen inleds. Säsongen 2022/2023 innebar det ungdomar födda 2007 eller senare. I de deltagande lagen får högst 20 utespelare och 3 målvakter delta; under matchen får dock endast 2 målvakter vara ombytta.
Speltiden under en match är 2 perioder à 20 minuter effektiv tid. En ordinarie periodpaus är som mest 15 minuter lång, varefter lagen byter sida. En periodpaus före avgörande förlängning (övertid; over time) är maximalt 2 minuter lång; därefter byter lagen inte sida. Under förlängningen spelar lagen med totalt fem spelare (inklusive eventuell målvakt), till skillnad från ordinarie spelarantal på sex spelare per lag.
Deltagande lag är i regel representationslag från de olika distrikten inom Svenska Ishockeyförbundet. Under gruppspelet avgörs matcher i fyra olika grupper med fyra lag i varje. De två bäst placerade lagen i varje grupp går vidare till fortsättningsspel med två grupper om totalt åtta lag.
Fyra grupper spelas med 4–6 lag i varje. De två bäst placerade lagen från respektive grupp är kvalificerade till finalspel. Övriga lag från respektive grupp är kvalificerade för fortsättningsspel. Fortsättningsspel spelas i två grupper utifrån lagets placering i gruppspelet. Placeringsgrupperna spelas med fyra lag i varje grupp, varefter utslagsspelet tar vid. Detta består av kvartsfinaler, semifinaler och en avslutande final.
Samtliga spelare måste vara svenska medborgare. Detta krav beror på att TV-pucken fungerar som talangskola och upptagningsområde för spelare till svensk elitishockey på klubb- och landslagsnivå.

## Historik

### Bakgrund
Initiativet till turneringen togs av Sven Tumba, som kontaktade Gert Engström och Bengt Bedrup på Sveriges Radio-TV:s sportredaktion.

### Utveckling
Åldern på spelarna i TV-pucken var från början högst 16 år, men sänktes 1979 till högst 15 år – vilket då drabbade pojkar födda 1963 när man gick från 62:or till årgång 1964.  
I december 2002 beslutades under ett möte på Bosön att från 2003 höja tillbaka deltagarnas ålder från 15 till 16 år för att stoppa den "tidiga utslagningen", som innebar att vissa unga spelare fick uppfattningen att de inte räckte till som ishockeyspelare. Inför 2009 års turnering sänktes dock återigen åldern till 15 år.  
Ursprungligen spelades slutspelet runt november, för att sedan flyttas till oktober (1987 i december). 2004 flyttades finalspelet från oktober till september. 2013 flyttades slutspelet till tiden runt Alla helgons dag i slutet av oktober och början av november. 1997 sändes turneringen i TV3 under namnet "TV-cupen".
De deltagande lagen är i princip representationslag från Svenska Ishockeyförbundets 22 distrikt (se vidare Svenska Ishockeyförbundet). Dessutom har ofta distrikten Bohuslän/Dalsland och Västergötland spelat i samma lag, medan distrikt Stockholm åtminstone på senare år delats upp i Stockholm Nord och Stockholm Syd.
I 1998 och 1999 års turneringar deltog två lag från Södermanland, Södermanland A och Södermanland B och från år 2000 hade Stockholm med två lag, något man själva föreslagit sedan man menat sig ha så många duktiga unga spelare. och detta har även tillämpats senare. 2012 ställde Småland upp med två lag ("röd" och "gul") och så även 2013. Inför 2016 års turnering beslutade Svenska Ishockeyförbundet att upprätta ett nytt lag, bestående av 22 spelare som inte platsat i respektive distriktsförbundslag.
Från och med 2019 års turnering finns en flickklass. Den började spelas efter att den tidigare flickishockeyturneringen Stålbucklan (2006–2019) lagts ner.